# Mohamedia-Fouchana
Mohamedia-Fouchana, M'hamdia-Fouchana o Mhamedia-Fouchana (àrab: المحمدية فوشانة, al-Muḥammadiyya Fuxāna) és una antiga municipalitat o baladiyya de Tunísia a la governació de Ben Arous, creada per la unió de les ciutats de M'Hamdia i Fouchana, separades entre elles uns 4 km, ambdues al sud-sud-oest de Ben Arous, de la que la separen uns 5 km, i a uns 18 km de Tunis. S'estén per dues delegacions. La municipalitat té 74.620 habitants.

## Administració
Formà una municipalitat o baladiyya, amb codi geogràfic 13 19 (ISO 3166-2:TN-12), fins que el 26 de maig de 2016, pel Decret governamental núm. 2016-600, les dues localitats se separaren per formar sengles municipalitats, M'Hamdia, que va mantenir el codi 13 19, i Fouchana, amb el codi 13 22.
A part, els dos nuclis que la formaven, Mohamedia i Fouchana, ja eren el centre de dues delegacions o mutamadiyyes, amb codis geogràfics 13 60 i 13 61, dividides en cinc i set sectors o imades, respectivament.